# Buxton (Derbyshire)
Pour les articles homonymes, voir Buxton.
Buxton est une ville d'eau du Derbyshire, en Angleterre.

## Histoire
Les Romains y découvrirent des sources d'eau chaude et bâtirent des thermes aux environs de l'an 79. Les thermes actuels furent construits en 1781 par le duc de Devonshire.

## Jumelages
- Oignies (Pas-de-Calais) (France) depuis 1967[1]
- Bad Nauheim (Allemagne)

## Personnalité liée à la commune
- Stephen Adams (1841-1913), compositeur et chanteur, y est né ;
- John Anderson (1833-1900), naturaliste et médecin écossais, y est mort ;
- Olive Banks (1923-2006), historienne, sociologue et universitaire, y est morte ;
- Lloyd Cole (1961-),chanteur et compositeur, y est né ;
- Albert Henry Collings (1868-1947), peintre, y est mort ;
- David Fallows (1945-), musicologue anglais, spécialisé dans la musique de la fin du Moyen Age, de la Renaissance et de l'interprétation historiquement informée, y est né ;
- Frank Soo (1914-1991), footballeur et entraîneur anglais, y est né ;
- Robert Stevenson (1905-1986), producteur, réalisateur et scénariste, y est né.
- Edwina Dunn(1958-), entrepreneure, y est née.

## Galerie

Buxton
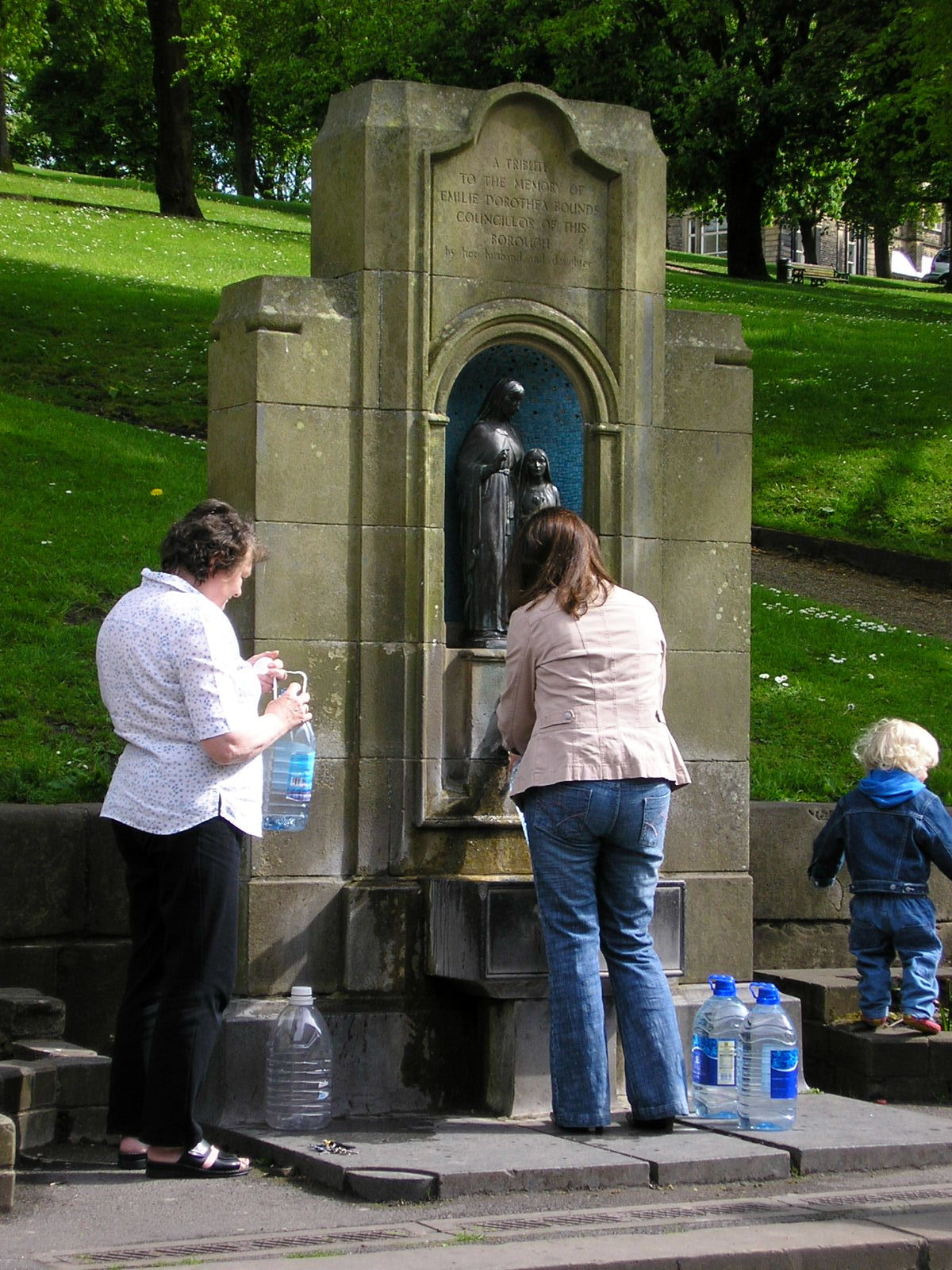
Fontaine St Ann's Well
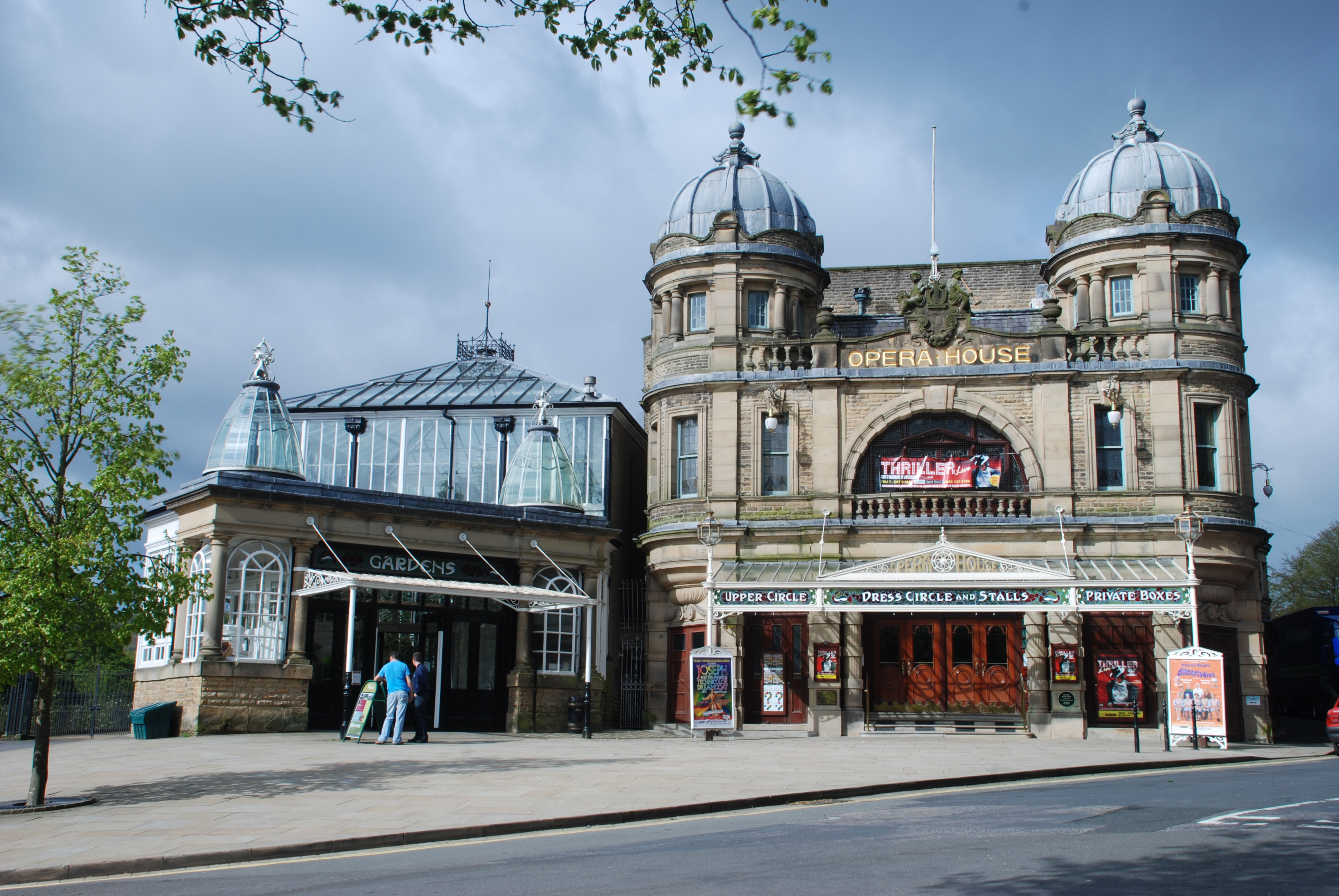
Opéra de buxton